# Pomboa cali
Pomboa cali är en spindelart som beskrevs av Huber 2000. Pomboa cali ingår i släktet Pomboa och familjen dallerspindlar.
Artens utbredningsområde är Colombia. Inga underarter finns listade i Catalogue of Life.